# Oostelijke glasslang
De oostelijke glasslang (Ophisaurus ventralis) is een hagedis uit de familie hazelwormen (Anguidae).

## Naam en indeling
De wetenschappelijke naam van de soort werd voor het eerst voorgesteld door Carl Linnaeus in 1766. Oorspronkelijk werd de wetenschappelijke naam Anguis ventralis gebruikt.

## Uiterlijke kenmerken
Deze pootloze hagedis heeft een bruine lichaamskleur met zwarte flanken. De staart is twee keer zo lang als het lichaam. De totale lichaamslengte inclusief staart bedraagt 45 tot 108 centimeter. De hagedis heeft geen donkere streep op het midden van de rugzijde zoals voorkomt bij gelijkende soorten.

## Leefwijze
Het voedsel van deze zowel terrestrische als gravende hagedis bestaat voornamelijk uit insecten en kleine gewervelden. De hagedis is meestal overdag actief, maar wordt ook vaak gevonden na een regenbui. Na een aanval van een predator kan de staart worden afgeworpen, dit wordt wel caudale autotomie genoemd.
Een legsel bestaat meestal uit acht tot zeventien eieren, die worden afgezet in vochtige aarde. Ze worden door het vrouwtje bewaakt tot de jongen uitkomen.

## Verspreiding en habitat
Deze soort komt voor in het zuidoostelijke deel van de Verenigde Staten en leeft in de staten Alabama, Florida, Georgia, Louisiana, Mississippi, North Carolina, Oklahoma, South Carolina en Virginia. Daarnaast komt de hagedis voor in de Caraïben op de Kaaimaneilanden, maar hier is de soort door de mens geïntroduceerd.
De habitat bestaat zowel uit drogere maar voornamelijk uit meer vochtige, begroeide gebieden zoals graslanden, bossen en moerassen. De voorkeur gaat uit naar zanderige gebieden met een losse grond zodat gegraven kan worden. De soort leeft meestal bovengronds. De vrouwtjes zetten eieren af onder graspollen of in de strooisellaag onder houtblokken en stenen.
Door de internationale natuurbeschermingsorganisatie IUCN is de beschermingsstatus 'veilig' toegewezen (Least Concern of LC).